# 日本空調衛生工事業協会
一般社団法人日本空調衛生工事業協会（にほんくうちょうえいせいこうじぎょうきょうかい）は、日本の空気調和設備工事業者で構成する業界団体。以前は国土交通省所管の社団法人であったが、公益法人制度改革に伴い一般社団法人へ移行した。

## 目的
空調衛生工事業者相互間及び関連業者との連絡を緊密にし、広く知識を内外に求め、空調衛生設備の進歩改善を促し、空調衛生工事業界の発展と 国民生活環境の向上に寄与すること

## 構成
日本国内の建設業者のうち管工事にかかわる業者が会員となっており、俗に言われる「サブコン」の団体となっている。略して呼ばれる場合「にっくうえい・日空衛」とされることが多い。

## 沿革
- 1938年6月25日 - 日本管鉄工組合聯合会創立。
- 1944年7月19日 - 統制組合に改組。
- 1947年8月19日 - 日本管工事統制組合は閉鎖機関となり、団体活動を停止する。
- 1948年10月27日 - 東京都の設立許可により、社団法人日本管工事工業協会を設立。
- 1953年8月5日 - 建設省（現・国土交通省）の管轄となる。
- 1975年5月25日 - 社団法人日本空調衛生工事業協会に改称。

## 所在地
- 事務所：東京都中央区新富2-2-7　空衛会館（くうえいかいかん）ビル3F
- TEL：(03)3553-6431

全国各地に支部が存在する。

## 主要役員
- 会長：石田　栄一（高砂熱学工業株式会社　代表取締役社長）
- 副会長：安藤　壽一（ダイダン株式会社　代表取締役社長）
- 副会長：坂井　英昭（新菱冷熱工業株式会社　代表取締役社長）
- 副会長：宅　　清光（三機工業株式会社）
- 副会長：岩田　義紀（斎久工業株式会社　代表取締役社長）

平成19年8月29日現在